# Embolismo (liturgia)
L'embolismo (dal greco ἐμβολισμός, "intercalare") è una breve orazione che nella liturgia cristiana è detta o cantata dopo il Padre nostro. Riprende l'ultima petizione del Padre nostro ("...liberaci dal male"), amplificandola e articolandola nelle sue varie implicazioni.
L'embolismo è presente nei riti latini e in diversi riti orientali, soprattutto siriaci, mentre è assente dal rito bizantino. Nel rito mozarabico l'embolismo è presente non solo alla Messa, ma anche nell'ufficio.

## Rito romano
Nel rito romano l'embolismo è presente solo nella messa ed è seguito dalla dossologia.
Il celebrante dice o canta:
Libera nos, quaesumus, Domine, ab omnibus malis, da propitius pacem in diebus nostris, ut, ope misericordiae tuae adiuti, et a peccato simus semper liberi, et ab omni perturbatione securi: expectantes beatam spem et adventum Salvatoris nostri Iesu Christi.
Nella traduzione italiana:
Liberaci, o Signore, da tutti i mali, concedi la pace ai nostri giorni, e con l'aiuto della tua misericordia vivremo sempre liberi dal peccato e sicuri da ogni turbamento, nell'attesa che si compia la beata speranza e venga il nostro salvatore Gesù Cristo.

### Messa tridentina

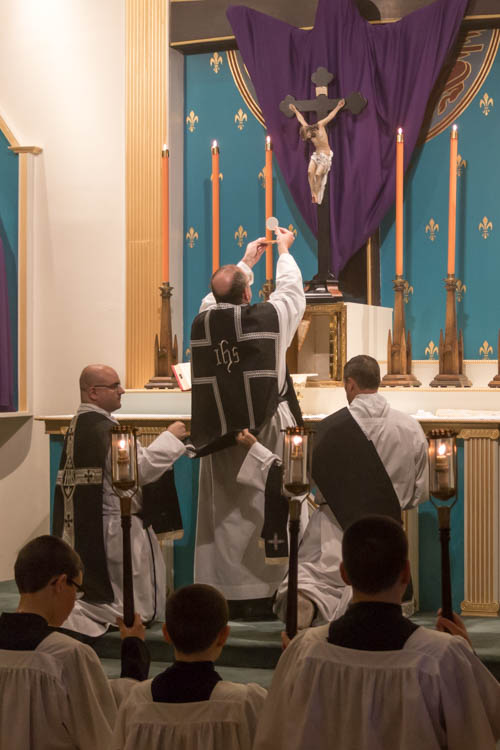
Elevazione dell'ostia sopra la patena nella celebrazione del Venerdì santo secondo il rito in vigore prima della riforma del 1955.

Nella Messa tridentina l'embolismo è combinato con la frazione del pane, anticipata in relazione a come si faceva a Roma nel medioevo, e come si fa nel rito ambrosiano e in quello bizantino, cioè appena prima della comunione. Tale combinazione che si impose nel XIV secolo, comportò l'abbandono dell'uso del canto dell'Agnus Dei per accompagnare la frazione.
Nella messa tridentina il celebrante normalmente recita l'embolismo sottovoce a eccezione della conclusione "Per omnia saecula saeculorum", che è seguita dal saluto "Pax Domini sit semper vobiscum" privo, come l'Agnus Dei, dell'originale contesto che era quello dello scambio del bacio della pace, gesto che subì determinanti trasformazioni a partire dal XII secolo. Il testo è il seguente:
Libera nos, quaesumus Domine, ab omnibus malis, praeteritis, praesentibus et futuris: et intercedente beata et gloriosa semper Virgine Dei Genitrice Maria, cum beatis Apostolis tuis Petro et Paulo, atque Andrea, et omnibus Sanctis, da propitius pacem in diebus nostris: ut, ope misericordiae tuae adiuti, et a peccato simus semper liberi et ab omni perturbatione securi. Per eundem Dominum nostrum Iesum Christum, Filium tuum. Qui tecum vivit et regnat in unitate Spiritus Sancti Deus. Per omnia saecula saeculorum.
Secondo il Messale romano in vigore fino alla riforma della Settimana santa del 1955, nella Messa dei presantificati il celebrante dice ad alta voce l'embolismo, durante il quale non esegue la frazione: lo canta sul tono dell'orazione feriale. Dopo l'embolismo, al quale si risponde Amen, il celebrante eleva sopra la patena l'ostia (grande) consacrata il Giovedì Santo, e poi fa separatamente la frazione senza pronunciare alcuna parola, mettendo il frammento più piccolo in un calice di vino non consacrato. Omette poi il Pax Domini e l'Agnus Dei e, dopo alcune altre preghiere, consuma l'ostia e il contenuto del calice e termina subito la celebrazione.
Nel 1955 papa Pio XII riformò (con effetto dal 25 marzo 1956) i riti della Settimana santa della Messa tridentina. Fra l'altro, la preghiera detta embolismo è separata dal Padre Nostro, che è recitato insieme da tutti i partecipanti interamente e concluso con "Amen". Il sacerdote celebrante dice, non canta, ad alta voce l'orazione Libera nos. Segue poi il rito della comunione non solo del celebrante, ma di tutti, usando ostie piccole consacrate il giorno precedente.

### Storia
L'embolismo fu composto forse da papa Gregorio I o addirittura in epoca più remota: è già presente nel Sacramentario gelasiano. La petizione della pace è anche una preparazione al bacio di pace susseguente e nel contempo è un richiamo dell'aggiunta al Canone delle parole diesque nostros in tua pace disponas. L'intercessione è affidata a Maria Santissima, ai due patroni di Roma Pietro e Paolo e a sant'Andrea apostolo. Il motivo della menzione di sant'Andrea è dibattuto: benché il culto di sant'Andrea a Roma nel V secolo fosse diffuso, perché importato da Costantinopoli, si è considerato che Gregorio Magno era vissuto al monastero di Sant'Andrea al Celio e che sant'Andrea fosse un santo, come san Pietro suo fratello, che patì il martirio per crocifissione.
Fino al Medioevo era poi consentito aggiungere altri nomi di santi ad libitum del celebrante, e comunemente si potevano menzionare san Michele arcangelo, san Giovanni Battista, santo Stefano e il patrono o il titolare del monastero o della diocesi. 
Anticamente l'orazione era recitata ad alta voce, così come si è mantenuta nella Liturgia dei presantificati e nel rito ambrosiano.
La riforma del Messale romano ha eliminato la precisazione praeteritis, praesentibus et futuris, l'intercessione dei santi , mentre sono state aggiunte le parole paoline di Tito 2,13 expectantes beatam spem et adventum Salvatoris nostri Iesu Christi, che nella spiegazione del Catechismo della Chiesa Cattolica sono giustificate dal fatto che, sebbene la presenza del Signore nell'eucaristia sia reale, rimane tuttavia nascosta ai sensi umani, e che la liturgia terrena sia un'anticipazione di quella celeste.. La dossologia che segue l'embolismo è invece una ripresa di una dossologia antica.